# 彭东原

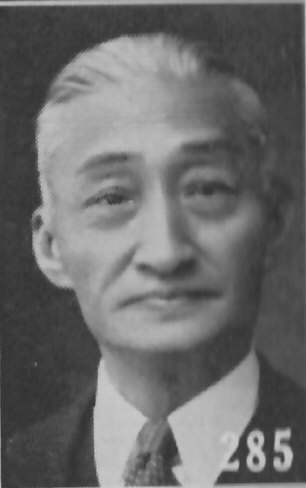

彭東原（1882年—1954年） 广東省高州府吴川县人，中華民国军事将领、政治家。

## 生平
彭東原是清朝的廩貢生。後来入黄埔水師学堂。曾任江陰砲台統領，辛亥革命之際任吴淞軍政府光復軍参謀長兼吴淞要塞司令。
中華民国成立後，他任大总統黎元洪手下的大总統府顧問。此後，他参加孫文（孫中山）领导的護法運動，任大元帥府参議。以後，他历任广東省盐務水陸緝私統領、广東沙田清理处处長、胶济铁路管理局委員、胶济铁路管理局局長。1935年（民国24年）11月，他任北宁铁路专員。
1938年12月，汪精衛的南京国民政府成立前，彭東原任广東治安維持会委員長。汪精衛政权成立後的1940年（民国29年）4月，彭任广東省政府委員、广州特别市首任市長。翌年1月，他辞去职务。
以後，彭東原蛰居于上海，香港。最终卒于香港青山，享年七十六岁。